# Khark
L'isola di Khārk o Khārg (farsi جزیره خارک Jazīreh-ye Khark) è una circoscrizione dello shahrestān di Bushehr, nella provincia di Bushehr. L'isola si trova a 25 km dalla costa iraniana e 483 km a nord-ovest dello stretto di Hormuz. Il suo porto è un importante centro di esportazione di greggio. Il termine khark in persiano significa "dattero ancora acerbo".

## Storia
Nel 1753 gli Olandesi edificarono sull'isola un emporio e un forte. Nel 1766 il forte venne saccheggiato dal governatore arabo di Bandar, Riq Mir Mahanna . Nel 1856, l'isola venne occupata per un breve periodo, dagli inglesi, nel corso della guerra Anglo-Persiana, ma ritornò in possesso degli olandesi nei primi mesi del 1857.
Un tempo l'isola ospitava il più grande terminal di petrolio offshore del mondo, il principale terminale marittimo per il commercio del petrolio iraniano. Le infrastrutture dell'isola vennero messe fuori uso nell'autunno del 1986 a causa di un pesante bombardamento scatenato dalle forze aeree Irachene nel corso della guerra Iran-Iraq, bombardamento che distrusse la maggior parte delle infrastrutture del terminal. Al centro dell'isola si trovava anche la Darius Oldfield, un'azienda anch'essa distrutta dagli intensivi bombardamenti. La ricostruzione di tutti gli impianti fu un processo molto lento, anche dopo la fine della guerra, avvenuta nel 1988.

## Le iscrizioni achemenidi
Il 14 novembre 2007 nell'isola vennero scoperte delle iscrizioni cuneiformi risalenti all'era achemenide. Erano scolpite su una roccia corallina in un antico persiano semi-sillabico. Nonostante fossero iscrizioni impresse secondo l'ordinario sistema regolare achemenide, queste erano insolitamente scritte su cinque linee. Il 31 maggio 2008 venne danneggiata, per il 70%, con un oggetto appuntito. La natura del danno indica che fu un atto deliberato.